# 平野岬
平野 岬（ひらの みさき、1996年11月1日 - ）は、日本のプロボクサー。福岡県朝倉市出身。三松スポーツジム所属。

## 来歴
2020年8月2日、SAGAサンライズパークで黒川タカヨシとプロデビュー戦および2020年度西部日本フェザー級新人王準決勝を行い、初回42秒TKO勝ちを収め決勝進出を果たした。しかし同年10月11日に福永輝と決勝戦を行うも、4回1-2の判定負けを喫し準優勝に終わった。
2022年2月6日、後楽園ホールで西軍新人王として東軍新人王の高橋烈と2021年度全日本スーパーバンタム級新人王決勝戦を行い、5回3-0の判定勝ちを収め新人王獲得に成功した。
2025年1月24日、有明アリーナで井上尚弥対金藝俊の前座で日本スーパーバンタム級王者の下町俊貴に挑戦。最終回で下町にダウンを奪うも10回0-2（93-95×2、94-94）の判定負けを喫し王座獲得に失敗した。

## 戦績
- プロボクシング：13戦 11勝 (4KO) 2敗

| 戦           | 日付           | 勝敗 | 時間    | 内容    | 対戦相手                     | 国籍 | 備考                                                   |
| ------------ | -------------- | ---- | ------- | ------- | ---------------------------- | ---- | ------------------------------------------------------ |
| 1            | 2020年8月2日   | ☆    | 1R 0:42 | TKO     | 黒川タカヨシ（福岡帝拳）     | 日本 | プロデビュー戦 2020年度西部日本フェザー級新人王準決勝  |
| 2            | 2020年10月11日 | ★    | 4R      | 判定1-2 | 福永輝（沖縄ワールドリング） | 日本 | 2020年度西部日本フェザー級新人王決勝                   |
| 3            | 2021年4月11日  | ☆    | 4R      | 判定3-0 | 中嶺悟（広島三栄）           | 日本 |                                                        |
| 4            | 2021年6月20日  | ☆    | 1R 3:00 | TKO     | 小田竜也（折尾）             | 日本 | 2021年度西部日本スーパーバンタム級新人王決勝           |
| 5            | 2021年9月19日  | ☆    | 4R      | 判定2-0 | 阿部史也（タキザワ）         | 日本 | 2021年度中日本・西部日本スーパーバンタム級新人王対抗戦 |
| 6            | 2021年11月14日 | ☆    | 5R      | 判定3-0 | 森田翔大（森岡）             | 日本 | 2021年度全日本スーパーバンタム級新人王西軍代表決定戦   |
| 7            | 2022年2月6日   | ☆    | 5R      | 判定3-0 | 高橋烈（KG大和）             | 日本 | 2021年度全日本スーパーバンタム級新人王決定戦           |
| 8            | 2022年10月16日 | ☆    | 6R      | 判定3-0 | ホン・ボシュン               | 台湾 |                                                        |
| 9            | 2023年6月25日  | ☆    | 8R      | 判定3-0 | 今村和寛（本田フィットネス） | 日本 |                                                        |
| 10           | 2023年12月10日 | ☆    | 7R 1:19 | TKO     | 諏訪亮（SUN-RISE）           | 日本 |                                                        |
| 11           | 2024年6月16日  | ☆    | 1R 1:15 | TKO     | ポンサコン・ウォンウィチアン | タイ |                                                        |
| 12           | 2024年10月20日 | ☆    | 6R      | 判定3-0 | イ・ハンソル                 | 韓国 |                                                        |
| 13           | 2025年1月24日  | ★    | 10R     | 判定0-2 | 下町俊貴（グリーンツダ）     | 日本 | 日本スーパーバンタム級タイトルマッチ                   |
| テンプレート |                |      |         |         |                              |      |                                                        |

## 獲得タイトル
- 2021年度全日本フェザー級新人王